# Дієцезія Скоп'є

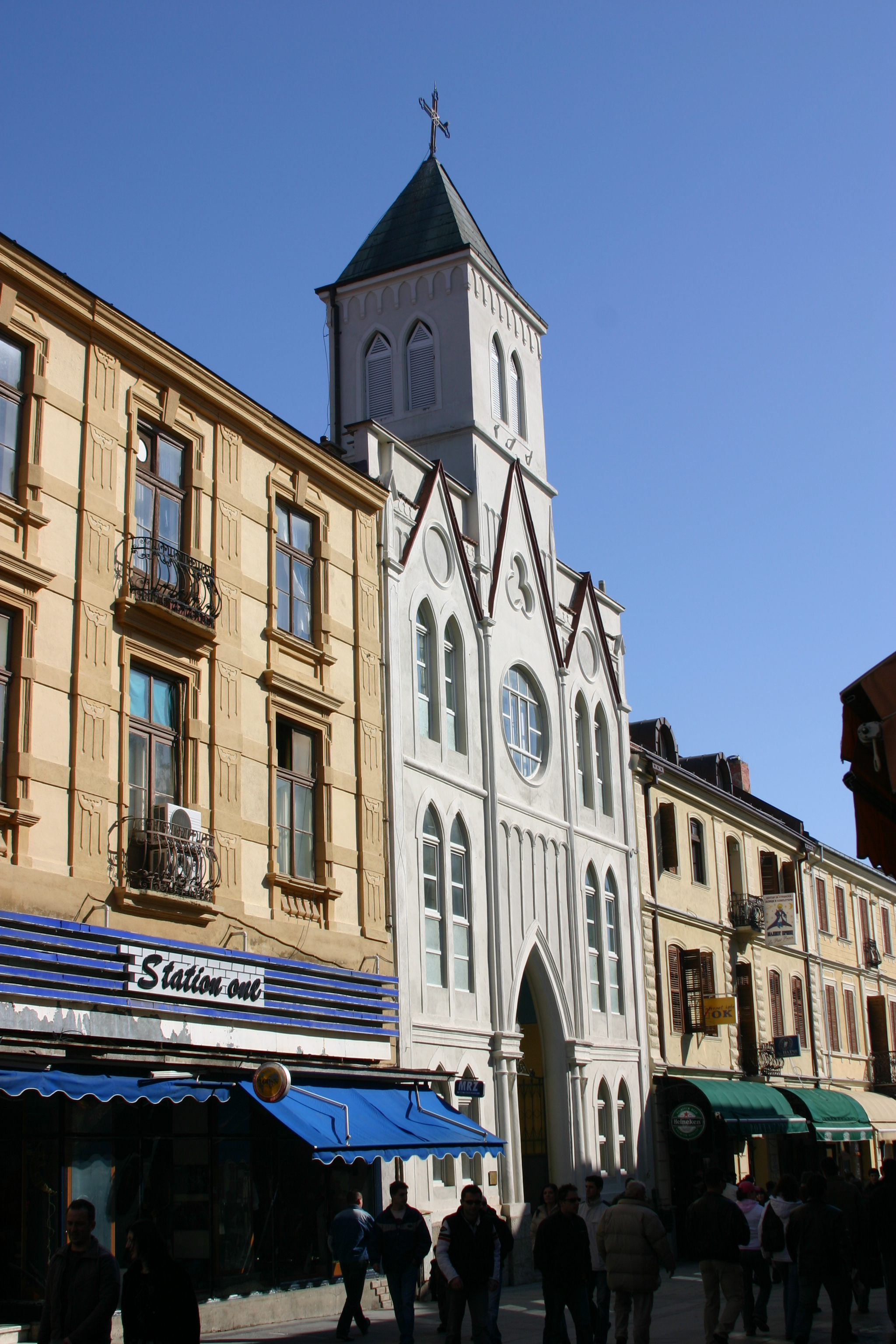
Собор Найсвятішого Серця Ісуса в Бітолі

Дієцезія Скоп'є (лат. Dioecesis Scopiensis) — дієцезія Римсько-Католицької Церкви з кафедрою в місті Скоп'є, Північна Македонія. Дієцезія Скоп'є поширює юрисдикцію на територію всієї Македонії та входить в митрополію Врхбосни на території Боснії і Герцеговини. Віруючі переважно етнічні хорвати та албанці. Кафедральним собором єпархії Скоп'є є собор Найсвятішого Серця Ісуса в Скоп'є. У місті Бітола знаходиться співкафедральний собор Найсвятішого Серця Ісуса.

## Історія
В давнину територія сучасної дієцезії Скоп'є входила до складу Архідієцезії Дарданіі, заснованої в IV столітті. З самого початку свого існування дієцезія існувала більше на папері, ніж насправді, про що свідчать тривалі періоди без єпископів. Юрисдикція дієцезії поширювалася на західну частину Балканського півострова. 1656 року Архідієцезія Дарданії була перейменована в архідієцезію Скоп'є, яка перебувала в підпорядкуванні безпосередньо Святого Престолу. Через несприятливі умови, що склалися в Османській імперії для поширення місії Католицької Церкви, багато з її єпископів перебували за межами країни. Це тривало аж до XIX століття.
29 жовтня 1924 року після першої світової війни Римський папа Пій XI знизив статус архідієцезії до дієцезії.
2 жовтня 1969 року Римський папа Павло VI видав буллу Ad Ecclesiam Christi, якій об'єднав дієцезію Скоп'є з дієцезією Призрена й дієцезія стала найменувати як дієцезія Скоп'є-Призрен.
24 травня 2000 року Римський папа Іоанн Павло II виділив з неї апостольську адміністратуру Призрен для албанців, що проживають в Косові. Таким чином, було відновлено колишню назву дієцезії Скоп'є.

## Ординарій єпархії
- Andrea Bogdani (1656—1677);
- Pjetër Bogdani (1677—1689);
- Matthaeus Crasnich (8.03.1816 — 27.10.1827);
- Pietro Sciali (30.07.1833 — ?);
- Dario Bucciarelli (6.06.1864 — 1878);
- Fulgenzio Czarev (28.03.1879 — 1.06.1888);
- Andrea Logorezzi (1888—1891);
- Pasquale Trosksi (10.01.1893 — 29.04.1908);
- Llazar Mjeda (14.04.1909 — 19.10.1921);
- Giovanni Francesco Gnidovec (29.10.1924 — 1939);
- Smiljan Franjo Cekada (18.08.1940 — 12.06.1967);
- Joakim Herbut (2.10.1969 — 15.04.2005);
- Marko Sopi (2.11.1995 — 24.05.2000);
- Кіро Стоянов (з 20.07.2005).

## Джерело
- Annuario Pontificio, Libreria Editrice Vaticana, Città del Vaticano, 2007.
- Булла Ad Ecclesiam Christi [Архівовано 3 лютого 2014 у Wayback Machine.] (лат.)
- Konrad Eubel, Hierarchia Catholica Medii Aevi, vol. 1 [Архівовано 9 липня 2019 у Wayback Machine.], стр. 439; vol. 2 [Архівовано 4 жовтня 2018 у Wayback Machine.], стр. 232; vol. 3 [Архівовано 21 березня 2019 у Wayback Machine.], стр. 294; vol. 4 [Архівовано 4 жовтня 2018 у Wayback Machine.], стр. 307; vol. 5, стр. 346—347; vol. 6, стр. 370 (лат.)